# Заречное (Костанайская область)
Заречное (каз. Заречный) — село в Костанайском районе Костанайской области Казахстана. Административный центр Заречного сельского округа. Находится примерно в 7 км к востоку от центра города Костаная и в 2 км к северо-востоку от районного центра — города Тобыла. Код КАТО — 395431100.

## Население
В 1999 году население села составляло 5246 человек (2640 мужчин и 2606 женщин). По данным переписи 2009 года в селе проживали 5804 человека (2788 мужчин и 3016 женщин).
По статистическим данным на 1 января 2016 года в селе проживали 6894 человека. Из них:
- русские — 1697 чел. (24,62 %)
- казахи — 1406 чел. (20,39 %)
- украинцы — 370 чел. (5,37 %)
- немцы — 129 чел. (1,87 %)
- белорусы — 68 чел. (0,99 %)
- татары — 25 чел. (0,36 %)
- поляки — 6 чел. (0,09 %)
- другие — 3193 чел. (46,32 %)[1]

## Объекты инфраструктуры
- Государственное учреждение аппарат акима Заречного сельского округа
- Костанайский конезавод
- Врачебная амбулатория
- 3 школы (2 с государственным языком обучения)
- Детский сад
- Дом культуры «Современник»
- Стадион
- Отделение почты (111108)
- Отделения участковой полиции
- Крестьянское хозяйство
- Ипподром
- Крытый манеж
- Физкультурно оздоровительный комплекс